# Trình biên tập HTML

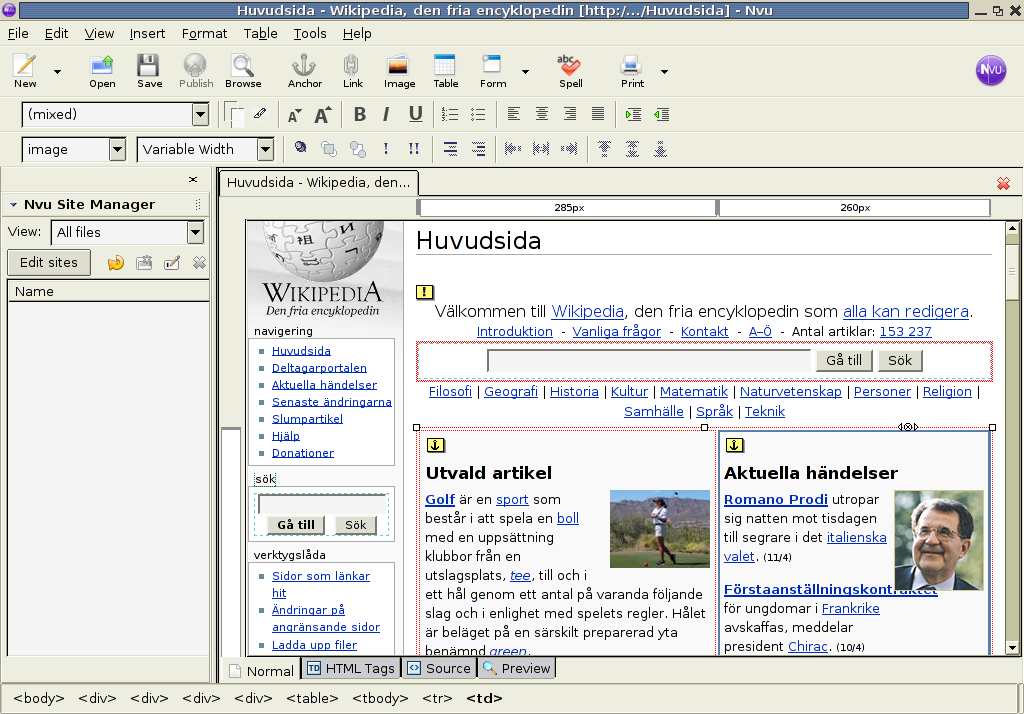

Trình biên tập HTML là chương trình chỉnh sửa HTML, mã đánh dấu của một trang web. Mặc dù việc mã hóa HTML một trang web có thể được kiểm soát với bất kỳ trình soạn thảo văn bản nào, các trình biên tập HTML chuyên dụng có thể cung cấp tính năng tiện lợi và bổ sung. Ví dụ: nhiều trình biên tập HTML không chỉ xử lý HTML, mà còn xử lý các công nghệ có liên quan như CSS, XML và JavaScript hoặc ECMAScript. Trong một số trường hợp, họ cũng quản lý giao tiếp với các máy chủ web từ xa thông qua FTP và WebDAV và các hệ thống kiểm soát phiên bản như Subversion hoặc Git. Nhiều chương trình xử lý văn bản, thiết kế đồ họa và bố cục trang không dành riêng cho thiết kế web, chẳng hạn như Microsoft Word hoặc Quark XPress, cũng có khả năng hoạt động như trình biên tập HTML.
Một số trình biên tập HTML thường dùng trên thị trường: Microsoft FrontPage từ Microsoft, Dreamweaver từ Adobe.

## Phân loại
Có hai loại trình biên tập HTML chính: trình biên tập văn bản và trình biên tập WYSIWYG (những gì bạn thấy là những gì bạn nhận được)